# Принципал (музика)
Принципалът е вид флейтова тръба при органите. Това е основният и задължително присъстващият във всички инструменти регистър. Произвежданият от принципалните тръби звук придава характерната органова звучност. Тръбите на регистъра, които винаги са метални и с кръгло сечение, се разполагат върху „фасадата“ на органовия инструмент. Практически няма орган, в който да не присъства 8' принципал. В по-големите инструменти този регистър може да бъде и 16', т.е. звучи с една октава по-ниско, и се нарича Octav.
Принципалните тръби могат да бъдат два вида: отворени, създаващи ярък и светъл звук, и затворени, с по-приглушен звук.
Според народността на производителя, регистърът Принципал (наричан така в традицията на германското органостроене) може да фигурира под имената Диапазон (при органите в Обединеното кралство) или Montre or Praestant (във Франция).
Принципалът винаги присъства в микстурите.